# Crenicichla punctata
Crenicichla punctata es una especie de peces de la familia Cichlidae en el orden de los Perciformes.

## Morfología
Los machos pueden llegar alcanzar los 22,3 cm de longitud total.

## Distribución geográfica
Se encuentran en Sudamérica: Uruguay y Brasil (Río Grande del Sur).